# Carbonato d'ammonio
Il carbonato di ammonio è un sale con la formula chimica (NH4)2CO3. Poiché si degrada rapidamente in ammoniaca gassosa e anidride carbonica per riscaldamento, viene utilizzato come agente lievitante e anche come sale odoroso. È anche noto come ammoniaca da fornaio ed è stato un predecessore dei più moderni agenti lievitanti come il bicarbonato di sodio e il lievito in polvere. È un componente di ciò che un tempo era noto come sal volatile e sale di hartshorn, e produce un odore pungente quando viene cotto. Cristallizza preferenzialmente nella forma biidrata (NH4)2CO3·2H2O.

## Produzione
Il carbonato di ammonio viene prodotto combinando anidride carbonica e ammoniaca in soluzione acquosa. Nel 1997 ne sono state prodotte circa 80.000 ton/anno.
È noto un monoidrato ortorombico, chiamato bicarbonato d'ammonio. Cristallizza in una soluzione di ammoniaca esposta in un'atmosfera ricca di anidride carbonica.

### Decomposizione
Il carbonato di ammonio si decompone lentamente a temperatura e pressione standard attraverso due percorsi. Pertanto, qualsiasi campione inizialmente puro di carbonato di ammonio diventerà presto una miscela che include vari sottoprodotti.
Il carbonato di ammonio può decomporsi spontaneamente in bicarbonato di ammonio e ammoniaca:
{\displaystyle {\ce {(NH4)2CO3->NH4HCO3\ +\ NH3}}}
che si decompongono ulteriormente in anidride carbonica, acqua e un'altra molecola di ammoniaca:
{\displaystyle {\ce {NH4HCO3->H2O\ +\ CO2\ +\ NH3}}}

## Usi

### Agente lievitante
Il carbonato di ammonio può essere utilizzato come agente lievitante nelle ricette tradizionali, in particolare quelle del Nord Europa e della Scandinavia (come gli Speculoos, i Tunnbröd o i Lebkuchen). Era il precursore del lievito in polvere più comunemente usato di oggi. A differenza di altri lieviti, questo lievito chimico preserva la forma e permette di ottenere un prodotto finale friabile. 
Originariamente realizzato con corno di cervo macinato e chiamato hartshorn, oggi è chiamato ammoniaca del fornaio. È preparato per sublimazione di una miscela di solfato di ammonio e carbonato di calcio e si presenta come una polvere bianca o una massa dura, bianca o traslucida. Agisce come un agente lievitante attivato dal calore e si scompone in anidride carbonica (lievitante), ammoniaca (che deve dissiparsi) e acqua. A volte è combinato con bicarbonato di sodio per imitare un lievito in polvere a doppia azione e per aiutare a mascherare l'odore di ammoniaca. 
Serve anche come regolatore di acidità e possiede il numero E E503. Può essere sostituito con lievito in polvere, ma ciò può influire sia sul gusto che sulla consistenza del prodotto finito. L'ammoniaca del fornaio dovrebbe essere utilizzata per creare prodotti da forno secchi sottili come cracker e biscotti; ciò consente al forte odore di ammoniaca di fuoriuscire. Non dovrebbe essere usato per preparare prodotti da forno umidi come le torte poiché l'ammoniaca è idrofila e lascerà un forte sapore amaro.
Il suo utilizzo come agente lievitante, con relative controversie, risale a secoli fa:

### Medicina
Il carbonato d'ammonio è comunemente noto per il suo utilizzo, in passato, nei sali impiegati in ambito medico e domestico per curare le persone afflitte da sintomi di svenimento: il carbonato d'ammonio rilascia ammoniaca gassosa, che tramite l'irritazione delle mucose del naso e dei polmoni stimola un riflesso d'inalazione che a sua volta stimola i muscoli controllanti il respiro a contrarsi più rapidamente. Lo svenimento può essere causato da un'eccessiva attività parasimpatica e vagale, che rallenta il battito cardiaco e la perfusione del cervello; l'effetto irritante è sfruttato per contrastare questi effetti vagali/parasimpatici e quindi lo svenimento. Particolare cautela deve essere adottata nell'uso di questi sali, perché gli effetti irritanti dell'ammoniaca possono ripercuotersi sulla salute.
È usato come emetico e in alcuni casi come sciroppo per la tosse. Si trova anche nei prodotti del tabacco senza fumo, e viene utilizzato in soluzione acquosa come detergente per obiettivi fotografici.

### Altri usi
Viene anche usato per attirare le larve delle mele, per monitorare la diffusione dell'infestazione e per regolare i confini dell'area di quarantena delle larve delle mele.
Il carbonato di ammonio è stato adattato, assieme ai suddetti sali, al ruolo di stimolante nelle competizioni atletiche (come sollevamento pesi e hockey su ghiaccio) per "svegliare" i competitori, in modo che potessero esprimere al meglio le loro capacità. Nel 2005, Michael Strahan stimò che tra il 70 e l'80% dei giocatori della National Football League utilizzassero i sali a base di carbonato di ammonio come stimolanti. Nei giorni odierni il carbonato di ammonio e i sali stimolanti sono stati banditi dalle competizioni atletiche, nonostante vengano ancora utilizzati, seppur in maniera molto limitata, al di fuori delle gare ufficiali.